# Guerra de los Cien Años (1337-1360)

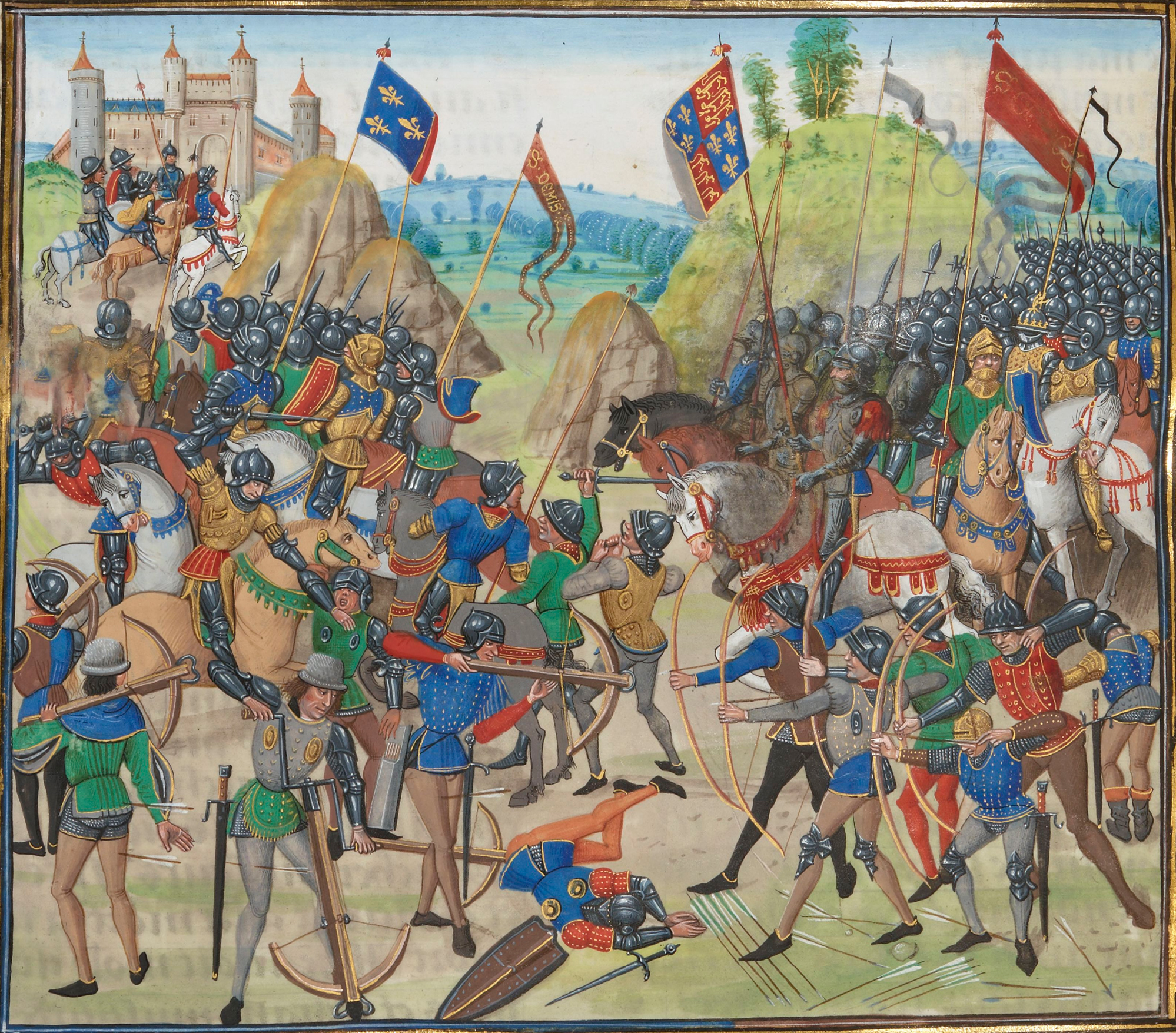
De un manuscrito iluminado de las Crónicas de Jean Froissart

La guerra de los Cien Años (1337-1453) fue la primera fase de la guerra de los Cien Años, con una duración de 1337 a 1360, desde el estallido de las hostilidades hasta la firma del Tratado de Brétigny. Este período de 116 años se caracterizó por las sorprendentes victorias de Eduardo III de Inglaterra, y su hijo, Eduardo, el príncipe negro, sobre los franceses en las batallas de Crécy y Poitiers. En esta última batalla, Juan II de Francia, fue capturado, y en los años siguientes Francia estuvo cerca de caer totalmente en la anarquía y en la guerra civil. Como resultado, Francia se vio obligada a firmar un humillante tratado de paz: el Tratado de Brétigny, por el que  el rey de Francia Juan II el Bueno recuperaba su libertad pero cedía a Inglaterra numerosos territorios, entre ellos Aquitania.
La paz solo duró nueve años hasta la segunda fase de la guerra: la guerra de los Cien Años (1369-1389).